# Río Pandaruan
Río Pandaruan (en malayo: Sungai Pandaruan) es un río internacional en la isla de Borneo. El río forma parte de la frontera internacional entre los países asiáticos de Brunéi y Malasia. El río separa el distrito de Limbang, en el estado de Sarawak, Malasia y el Distrito Temburong, un enclave del Sultanato de Brunéi. El río desemboca en la bahía de Brunéi. Hay un servicio de ferry que cruza el río. Se localiza en las coordenadas geográficas 04°20′N 114°22′E / 4.333, 114.367